# Iranopogon gaspari
Iranopogon gaspari är en tvåvingeart som beskrevs av Tomasovic 1999. Iranopogon gaspari ingår i släktet Iranopogon och familjen rovflugor.
Artens utbredningsområde är Grekland. Inga underarter finns listade i Catalogue of Life.